# Куми Јокојама
Куми Јокојама (јап. 横山 久美; 13. август 1993) јапанска је фудбалерка.

## Репрезентација
За репрезентацију Јапана дебитовала је 2015. године. За тај тим одиграла је 35 утакмица и постигла је 16 голова.

## Статистика
| Јапан  | Јапан | Јапан |
| Год.   | Ута.  | Гол.  |
| ------ | ----- | ----- |
| 2015   | 5     | 2     |
| 2016   | 8     | 3     |
| 2017   | 11    | 6     |
| 2018   | 11    | 5     |
| Укупно | 35    | 16    |